# آربو (کمون)
آربو (به فرانسوی: Arbot) یک کمون در فرانسه است که در Canton of Auberive واقع شده‌است. آربو ۱۳٫۱۵ کیلومتر مربع مساحت دارد ۲۹۳ متر بالاتر از سطح دریا واقع شده‌است.